# Budapestgambit
Den här artikeln använder algebraisk schacknotation för att beskriva schackdragen.
Budapestgambiten är en schacköppning som inleds med dragen (i schacknotation):
1.d4 Sf6
2.c4 e5
Efter 3.dxe5 Sg4 inleds en strid om vits extra bonde på e5. Vanligen fortsätter svart med ...Sc6 och (efter ...Lc5 eller ...Lb4+) ...De7, medan vit oftast försvarar bonden med Lf4, Sf3, och ibland Dd5.
Vits mest kritiska försök mot Budapestgambiten anses vara att acceptera gambiten och slå den offrade bonden på e5 i drag 3, men även andra drag förekommer.
En klassisk manöver i Budapestgambiten är det så kallade Tornlyftet, dvs. förflyttningen av tornet på a8, som efter att ...a5 spelats ibland kan flytta a8-a6-g6/h6 och hjälpa till i ett anfall.